# Diecezja Tlaxcala
Diecezja Tlaxcala (łac. Dioecesis Tlaxcalensis) – diecezja Kościoła rzymskokatolickiego w Meksyku, sufragania  archidiecezji Puebla de los Angeles.

## Historia
13 października 1525 roku papież Klemens VII erygował diecezję Tlaxcala. Dotychczas wierni z tych terenów należeli do zlikwidowanej diecezji Yucatan. 2 września 1530 roku diecezja utraciła część swego terytorium na rzecz nowo powstałej diecezji México, zaś 21 czerwca 1535 roku na rzecz diecezji Antequera. 
6 czerwca 1543 roku decyzją papieża Pawła III diecezja została zlikwidowana a na jej miejscu erygowana została diecezja Puebla de los Angeles.
23 maja 1959 roku papież Jan XXIII konstytucją apostolską Christianorum gregem ponownie powołał do istnienia diecezję Tlaxcala z terenów archidiecezji meksykańskiej oraz Pueble de los Angeles.

## Ordynariusze
- Julián Garcés OP (1525 - 1542)
- Pablo Gil de Talavera (1544 - 1545)

- Luis Munive Escobar (1959 - 2001)
- Jacinto Guerrero Torres (2001 - 2006)
- Francisco Moreno Barrón (2008 - 2016)
- Julio César Salcedo Aquino (od 2017 roku)